# شهرستان داج (جورجیا)
شهرستان داج، جورجیا (به انگلیسی: Dodge County, Georgia) یک سکونتگاه مسکونی در ایالات متحده آمریکا است که در جورجیا واقع شده‌است.